# Ruhango (Rongi)
Ruhango ist eine von fünf Zellen (Verwaltungseinheiten 4. Ebene) im Sektor Rongi des Distrikts Muhanga in der Südprovinz von Ruanda. Sie liegt auf einer Höhe von rund 2000 m. Nachbarzellen sind innerhalb des Sektors Rongi im Nordosten Gasharu, im Osten Nyamirambo und im Südosten Karambo. Weitere Nachbarzellen sind im Süden Jurwe, im Südwesten Mubuga, im Westen Ryakanimba und Gashorera, im Nordwesten Mbuga und Nyarusozi und im Norden am Fluss Nyabarongo und der Nationalstraße 17 Muvumba.
Innerhalb von Ruhango befindet sich der Busagawald. Dieser wird von BirdLife International als der neueste der Stand Juli 2025 acht Important Bird Areas in Ruanda gelistet, d. h. als potentielles Vogelschutzgebiet, nachdem dort im Jahr 2022 nistende Kappengeier (Necrosyrtes monachus) beobachtet wurden, die von der IUCN („Weltnaturschutzunion“) global als vom Aussterben bedroht eingestuft werden. Der Wald hat eine Fläche von etwa 152 Hektar.